# Claude U. Stone
Claudius Ulysses "Claude U." Stone, född 11 maj 1879 i Menard County i Illinois, död 13 november 1957 i Peoria i Illinois, var en amerikansk politiker (demokrat). Han var ledamot av USA:s representanthus 1911–1917.
Stone efterträdde 1911 Joseph V. Graff som kongressledamot och efterträddes 1917 av Clifford Ireland.
Stone är begravd på Parkview Memorial Cemetery i Peoria i Illinois.